# Mau Tempo no Canal
Mau Tempo no Canal (1944), é um romance de Vitorino Nemésio, galardoado com o Prémio Ricardo Malheiros.
Mau Tempo no Canal é, segundo Martins Garcia, licenciado em Filologia Românica pela Universidade de Lisboa e doutorado na especialidade de Literatura Portuguesa na Universidade dos Açores, "a síntese de todas a ficções de Nemésio e o remate de toda a idiossincrasia açoriana".
Este romance trabalhado desde 1939, é publicado em 1944 e a acção decorre nas ilhas do Faial, Terceira, Pico e na ilha de São Jorge entre 1917 e 1919 e retrata a sociedade açoriana, mais concretamente, a sociedade estratificada da cidade da Horta, local onde se passa a intriga principal da obra e onde o autor se encontra nesta altura da sua vida.

## Enredo
```
“– Mas não voltas tão cedo… João Garcia garantiu que sim, que voltava. Os olhos de Margarida tinham um lume evasivo, de esperança que serve a sua hora. Eram fundos e azuis, debaixo de arcadas fortes.”
[
1
]
```

Assim começa esta obra romanesca, considerada pelo escritor e poeta David Mourão Ferreira como "a mais complexa, mais variada, mais densa e mais subtil em toda a nossa história literária".
A obra para além de contar a história de amor entre Margarida Clark Dulmo e de João Garcia e das relações tensas entre as duas famílias apresenta-nos uma panorâmica da sociedade açoriana e também de problemas que animam todos os seres humanos tais como: paixões, medos, entusiasmos e angústias.
A história do livro decorre à volta de um namoro, que abre o livro, entre João Garcia (filho de uma família nova-rica sem títulos) e uma menina de seu nome Margarida Clark Dulmo (elemento mais novo de uma família respeitável, aristocrática, com origens estrangeiras novas, mas em quase falência), cujas famílias estão afastadas por antigas questões e ressentimentos.

## Relevância
Vemos as relações de uma sociedade antiga, com as suas regras e convenções, com os tiques e limitações que conhecemos também através de outros autores. Mas também aqui estão as particularidades de uma sociedade de ilha, forçosamente limitada, pequena e onde tudo é exagerado e parece, às vezes, desajustado.
É magistral a fotografia que Nemésio nos transmite relações entre as famílias mais ou menos ricas, com as suas rivalidades, cumplicidades ou quezílias, dos esquemas de salvar uma família da bancarrota, casando sobrinha com tio ou com um filho de Barão, da rede de influências que se fecha para prejudicar uma família que em tempos tentou desgraçar outra. O modo como os baleeiros são retratados, gente simples e boa, que tinha na baleia o seu sustento e o seu tormento, é apaixonante.
Os afectos, as paixões e os amores surgem-nos inteiros, frescos, intensos. Entramos no coração de uma menina de boas famílias, dividida entre o amor original de um rapaz de família indesejada e o dever de alianças com famílias de bem. As hesitações e a personalidade são-nos reveladas para as admirarmos.
O canal que o título refere é o braço de mar que separa as ilhas do Faial e do Pico. A acção desenrola-se entre estas duas ilhas, com algumas extensões a outras. Pelas linhas do livro, vemos o anfiteatro que é a cidade da Horta, virada para a vista do majestoso Pico (uma montanha de mais de 2000 metros que emerge do mar).
Neste livro, respira-se a maresia, sofremos a melancolia do mar, a sensação de lonjura, de liberdade e esperança: a sensação de ser ilhéu.

## Personagens
- Januário Garcia - solicitador ambicioso e intrigante que sonha com a elevação social através do filho, João Garcia;
- João Garcia - estudante distinto e de fino trato, futuro secretário-geral, que a família de Margarida despreza pela sua origem modesta.
- Emília Faria - mãe de João Garcia - morreu de peste;
- Margarida Clark Dulmo - moça casadoira mais disputada do Faial, vê-se envolvida numa rede de amores;
- Roberto Clark - tio inglês de Margarida, que vem visitar o pai no fim da vida e acaba por morrer de peste. Tio que a compreende com ternura e a seduz pela maturidade humana e a possibilidade de sair da mediocridade da Horta para a babilónia de Londres;
- Diogo Dulmo - pai de Margarida - bonacheirão mas valdevinos incorrigível;
- Catarina Clark - mãe de Margarida;
- André Barreto - filho do barão da Urzelina - de visita ao Faial, faz uma corte discreta a Margarida mas insistente e fina. Desiludida pela morte trágica do tio, Margarida acaba por se casar com este.
- Rapariga do Faial.

## Traduções
- França: Gros temps sur l'archipel, tradução de autoria de Denyse Chast (1986), com prefácio de Vasco Graça Moura
- EUA" Stormy Isles. An Azorean tale, tradução de Francisco Cota Fagundes (Gávea-Brown, 1998). Edição revista: Tagus Press, 2019